# Prowincja Ganzourgou
Prowincja Ganzourgou – jedna z 45 prowincji w Burkina Faso.
Prowincja ma powierzchnię ponad 4 tysięcy km². W 2006 roku w prowincji mieszkało prawie 320 tysięcy ludzi. W 1996 roku na jej terenach dom miało prawie 257 tysięcy osób.